# Bessonnaja noč'
Bessonnaja noč' (Бессонная ночь) è un film del 1960 diretto da Isidor Markovič Annenskij.